# История ИИХФ
История Международной федерации хоккея с шайбой (ИИХФ)

## 1908—1914

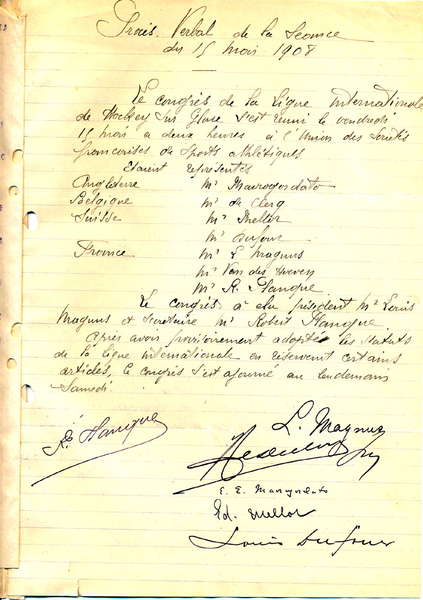
Устав ИИХФ, утверждённый 15 мая 1908 года

Учитывая различия в правилах хоккея с шайбой, французский журналист и пропагандист зимних ледовых видов спорта Луи Магнус обратился в Международный союз конькобежцев с предложением возглавить хоккейные федерации и стандартизировать правила. Получив отказ, Магнус разослал приглашения шести европейским представителям национальных хоккейных федераций. 15 — 16 мая 1908 года по приглашению Магнуса в Париже по адресу улица Прованс, 34 собрались восемь представителей четырех европейских стран: Луи Магнус (Франция), Робер Планк (Франция), ван дер Ховен (Франция), Де Клерк (Бельгия), Маларе (Бельгия), Меллор (Швейцария), Л. Дюфур (Швейцария), а также Маврокордато (Великобритания). Отсутствовали приглашённые представители Германии и России. Это был встреча стала I конгрессом Международной хоккейной федерации. Образованная организация получила название Международная лига хоккея на льду — ЛИХГ (фр. Ligue Internationale de Hockey sur Glace — LIHG). Это название ЛИХГ носила до 1978 года. Возглавил ЛИХГ главный инициатор создания этой организации Луи Магнус, первым генеральным секретарем стал Робер Планк. Официальным языком стал французский. Все это нашло отражение в подписанном основополагающем документе.
Первыми членами ЛИХГ уже в 1908 году стали Франция (20 октября), Богемия (15 ноября), Великобритания (19 ноября), Швейцария (23 ноября), Бельгия (8 декабря). Первые организованные ЛИХГ игры прошли в Берлине, 3 — 5 ноября 1908 года. Четыре клубные команды участвовали в играх, которые состояли из двух периодов по 20 минут каждый.
II конгресс состоялся в Шамони с 22 по 25 января 1909 года. ЛИХГ приняла собственный устав, а также решила организовать ежегодный чемпионат Европы начиная со следующего 1910 года. В связи с проведением конгресса был организован первый международный турнир, проведённый здесь же, в Шамони. Победителем стала команда Лондона. В том же 1909 году, 19 сентября шестым членом ЛИХГ стала Германия.
В Монтрё на следующий день после состоявшегося 9 января 1910 года III конгресса ЛИХГ прошёл первый чемпионат Европы. Матчи игрались с 10 по 12 января в Les Avants. В турнире приняли участие четыре «официальных» участника — Великобритания, Германия, Бельгия и Швейцария, а также «Оксфорд Канадиенс» — группа канадцев, обучающихся в Оксфорде, соревновавшиеся вне конкурса. Начиная с этого момента, европейские чемпионаты проходили на регулярной основе, прерываясь лишь на годы войны — сначала как самостоятельные турниры, а с 1930 года в рамках чемпионатом мира. С 1912 по 1914 год, параллельно с чемпионатом Европы, проводились так называемые ежегодные «чемпионаты ЛИХГ» с участием национальных команд. Однако этот турнир не получил дальнейшего развития.
17 февраля 1911 года, во время IV конгресса, прошедшего в Берлине, в состав ЛИХГ была принята российская хоккейная федерация. Тогда же была принята команда «Оксфорд Канадиенс» — объединение играющих в Англии канадцев. 14 марта 1911 года ЛИХГ приняла канадские правила, которые стали обязательными для всех членов ЛИХГ. Россия в составе ЛИХГ пробыла недолго — до 25 сентября 1911 года.
Чемпионат ЛИХГ среди европейских команд, прошедший 2-4 феарвля 1912 года в Праге, был аннулирован после протеста немецкой федерации на участие сборной команды Австрии, поскольку поданная Австрией заявка на вхождение в ЛИХГ к моменту проведения турнира ещё не была утверждена конгрессом. На V конгрессе, прошедшем 22-23 марта в Брюсселе, в качестве наблюдателей присутствовали три представителя Канады. Были приняты изменения в правилах: количество хоккеистов одной команды на площадке было сокращено с 7 до 6, хоккеисты стали носить номера на спине. Луи Магнуса сменил на посту президента Генри ван ден Булке. В состав ЛИХГ вошли федерации Австрии, Швеции и Люксембурга. После конгресса ЛИХГ насчитывала 10 членов.
В 1913 году была введена «синяя линия», разделившая площадку на три зоны . В том же году VI конгресс ЛИХГ прошёл в Санкт-Морице.
25 февраля 1914 года на VII Конгрессе в Берлине подал в отставку президент ЛИХГ Генри ван ден Булке. На освободившуюся должность был избран Луи Магнус. Однако, не встретив поддержки своей программы, он тут же подал в отставку. Исполняющим обязанности президента ЛИХГ был назначен Б. М. Питер Паттон. Созванный заново съезд переизбрал на должность президента ЛИХГ Генри ван ден Булке. Вскоре ЛИХГ прекратила свою деятельность в связи с началом Первой мировой войны.

## 1919—1939
На конгрессе 1920 года полностью сменилось руководство ЛИХГ, в правила были внесены очередные изменения. Также были внесены изменения среди членов ЛИХГ, связанные с закончившейся войной — исключены из состава ЛИХГ Австрия и Германия, утверждена в составе ЛИХГ образованная в 1918 году Чехословакия, которой передала членство Богемия. На летних Олимпийских играх, прошедших в Антверпене, в качестве показательного вида спорта впервые присутствовал хоккей с шайбой. Позже, в 1982 году, этому турниру был присвоен статус I чемпионата мира по хоккею с шайбой, поскольку в нём впервые приняли участие неевропейские сборные команды — Канада и США.
В 1922 году президентом ЛИХГ был избран Поль Луак, проведший на этом посту 25 лет. За огромный вклад в развитие хоккея с шайбой в его честь был учреждён специальный приз — «Paul Loicq Awards».
В 1923 году на конгрессе в Антверпене были внесены очередные изменения в правила игры. Было также принято решение чемпионаты ЛИХГ проводить отдельно от Олимпийских игр. В том же году впервые разыгран Кубок Шпенглера — старейший из ныне действующих клубный турнир Европы.
В 1924 году восстановила членство в ЛИХГ Австрия. Германия по-прежнему оставалась в изоляции. В знак протеста против отказа в восстановлении в ЛИХГ германской федерации её покинула Швеция. Обе федерации вернулись в ЛИХГ лишь в 1926 году.
В 1929 году на конгрессе в Будапеште ЛИХГ приняло решение проводить чемпионаты мира каждый год, в который не проводятся Олимпийские игры. Такой статус получал турнир, если в нём принимала участие хотя бы одна из неевропейских сборных команд. Позже, в 1982 году, олимпийским турнирам 1920, 1924 и 1928 годов были присвоены статусы чемпионатов мира. Чемпионату ЛИХГ среди европейских команд предстояло стать частью этого соревнования в периоды между Олимпийскими играми. В годы проведения Олимпийских игр чемпионат ЛИХГ среди европейских команд должен был проводиться отдельно. Лучшая из европейских команд получала титул чемпиона Европы. Первый чемпионат мира был проведён в 1930 году. Из-за неожиданного потепления турнир был вынужден переехать из Шамони в Берлин, матч за бронзовые награды чемпионата Европы был проведён в Вене.
В 1930 году членом ЛИХГ стала первая азиатская национальная федерация — Япония. Также в состав ЛИХГ после двухлетнего отсутствия вернулась федерация США.
В 1932 году был проведён последний независимый чемпионат ЛИХГ среди европейских команд.
В 1933 году ЛИХГ отметила своё 25-летие и подвела итоги работы: в составе Международной лиги хоккея на льду — 19 членов; организованы и проведены 20 конгрессов, а также 18 чемпионатов Европы, 4 чемпионата мира и 4 турнира в рамках Олимпийских игр. Чемпионат мира 1933 года впервые прошёл на искусственном льду.
В 1936 году на Олимпийских играх в хоккей с шайбой играли как на искусственном, так и на естественном льду. Из-за случившихся снегопадов, а также учитывая неожиданное потепление на чемпионате мира 1930 года, ЛИХГ на своем конгрессе приняла решение о проведении крупных международных турниров только в странах, располагающих аренами с искусственным льдом. В годы Олимпийских игр турниры кроме статуса чемпионата мира получали статус чемпионата Европы. Тогда же было принято решение о том, что для присвоения статуса чемпионата мира на турнире должна присутствовать хотя бы одна неевропейская команда. Также были приняты очередные изменения в правилах игры.
В 1937 году в ЛИХГ была принята первая африканская федерация — ЮАС, долгое время остававшаяся единственным представителем своего континента. В 1938 году в состав ЛИХГ вошла Федерация хоккея Австралии.
13 сентября 1939 года на конгрессе в Цюрихе президент ЛИХГ Поль Луак в связи с началом Второй мировой войны запретил все международные соревнования на время ведения военных действий.

## 1946—1974

Старая эмблема ИИХФ

На первом послевоенном конгрессе ЛИХГ были приняты решения относительно ряда членов организации: Япония и Германия были исключены, членство Эстонии, Латвии и Литвы было приостановлено. Австрия была восстановлена в своем членстве в ЛИХГ, отменённом в 1939 году в связи с аншлюсом. Было внесено предложение о чередовании руководства ЛИХГ между Европой и Северной Америкой. Также были приняты очередные изменения в правилах игры.
На конгрессе 1947 года доктор Фриц Крац сменил Поля Луака на посту президента.
На конгрессе 1948 года был принят новый Устав. Английский язык стал официальным языком организации. Стала также использоваться англоязычная аббревиатура — IIHF (ИИХФ) — International Ice Hockey Federation (Международная федерация хоккея с шайбой).
В 1946 году обнаружились разногласия в любительском хоккее США между Любительским атлетическим союзом (ААЮ) и Любительской хоккейной ассоциацией Соединённых Штатов (АХАЮС). До текущего момента хоккей США представляла на международной арене АХАЮС. В то же время, с подачи президента НОК США Эйвери Брендеджа, Международный Олимпийский комитет подтвердил полномочия ААЮ. В итоге, на зимние Олимпийские игры 1948 года отправилась команда, представляющая АХАЮС. МОК отменил результаты выступлений сборной США в хоккейном турнире в рамках Олимпийских игр, поскольку не признавал АХАЮС. Результаты сборной США были зачтены только в итоговый протокол чемпионата мира 1948 года. В связи с этими событиями в 1949 году Международный Олимпийский комитет прервал все отношения с Международной федерацией хоккея с шайбой. В 1951 году ЛИХГ приняла решение не участвовать в зимних Олимпийских играх, однако через пять месяцев после принятия этого решения произошло полное примирение МОК с ЛИХГ.
В 1951 году чемпионат мира разделён на две группы согласно уровню команд — более слабые участники были выделены в группу B. Восстановлено членство Германии (ФРГ) и Японии. В 1952 году в ЛИХГ вступает Федерация хоккея СССР.
В 1957 году Джон Фрэнсис Ахерн сменил на посту президента ЛИХГ Уолтера Брауна. В числе первых шагов на новом посту он предложил проводить чемпионат мира по хоккею с шайбой в трёх группах. Однако по политическим мотивам многие национальные федерации отказались от участия в чемпионате мира 1957 года, проводимом в Москве. На матче СССР — Швеция был поставлен рекорд — 50 000 зрителей.
В 1958 году Международной федерации хоккея с шайбой исполнилось 50 лет. В ЛИХГ — 25 членов.
В начале 1960-х годов ЛИХГ распространяется на восточноазиатский регион: Южная Корея — 1960, Китай и КНДР — 1963.
В 1961 году впервые чемпионат мира по хоккею с шайбой проходит в трёх группах. Последний чемпионат мира, проводимый на открытых площадках. Очередной политический демарш на турнире в исполнении сборной ФРГ, отказавшейся приветствовать коммунистический флаг ГДР. В ответ два года спустя игроки сборной команды ГДР стояли спиной к флагштоку во время поднятия флага ФРГ.
В 1962 году сборная команда ГДР не получила визы на въезд в США, где проводился чемпионат мира. В знак протеста хоккеисты СССР, Чехословакии и других социалистических стран отказались от участия в турнире.
В 1964 году канадская федерация впервые выставила сборную национальную команду хоккеистов-любителей — до этого Канаду представляли клубные команды.
В 1965 году западногерманский делегат Гюнтер Сабецки на конгрессе ЛИХГ предложил проводить розыгрыш Кубка европейских чемпионов по аналогии с футбольным и гандбольным. Первый розыгрыш трофея состоялся в сезоне 1965-66 годов.
В 1968 году решено проводить чемпионат Европы по хоккею с шайбой для молодёжных команд.
В 1969 году состязания различных групп стали проводиться в различных странах и в разные сроки. Канадская федерация предложила увеличить на чемпионате мира квоту профессионалов в командах до девяти хоккеистов. ЛИХГ согласилась пойти на уступки, однако в январе 1970 года изменила своё решение под давлением Международного Олимпийского комитета, выступавшего против профессионалов. В связи с этим канадская федерация прервала международные хоккейные контакты на всех уровнях, в том числе отказавшись от проведения домашнего чемпионата мира в 1970 году.
В 1970 году впервые организован тренерский семинар. На чемпионате мира хоккеистов обязали играть в шлемах. Также решено, начиная с 1972 года, проводить отдельно хоккейные турниры зимних Олимпийских игр и чемпионаты мира. Это стало первым шагом к возвращению канадцев на мировую арену, поскольку позволяло рассматривать возможность участия профессионалов в чемпионатах мира.
В 1971 году в зачет чемпионата Европы перестали учитываться очки, набранные командами против неевропейских сборных.
В 1972 году принято решение проводить неофициальные Чемпионат мира по хоккею с шайбой среди молодёжных команд с 1974 года. На чемпионате мира вратарей обязали играть в масках. Президент Джон Фрэнсис Ахерн санкционировал первую Суперсерию хоккеистов СССР и Канады с участием игроков клубов НХЛ. В 1973 году он вновь отверг предложение о допуске канадских профессионалов к участию в чемпионатах мира.
В 1974 году введены новые санкции против применения допинга. Впервые проведён неофициальный чемпионат мира по хоккею с шайбой среди молодёжных команд.
В течение 25 лет, с 1951 по 1975 год, сохраняется трёхлетний паритет между Европой и Северной Америкой в председательстве ЛИХГ.

## 1975—1991
С 1975 года начали проводиться Генеральные конгрессы ЛИХГ. На конгрессе 1975 года президентом избирается д-р Гюнтер Сабецки. Одним из официальных языков ЛИХГ вместо французского стал немецкий язык. Решено, начиная с 1976 года, допускать на чемпионаты мира профессионалов. Был учреждён Кубок Канады, который должен был проходить каждые четыре года с участием сборных команд Канады и США, а также четырёх лучших команд Европы, определяемых по итогам чемпионата мира.
В 1976 году состоялся первый семинар ЛИХГ для арбитров и первый розыгрыш Кубка Канады, на котором работали один судья и два помощника . С этого года начинает издаваться ежегодный «Международный хоккейный справочник».
В 1977 году состоялся первый официальный чемпионат мира по хоккею с шайбой среди молодёжных команд. На чемпионате мира участвовала национальная сборная команда Канады — впервые после восьмилетнего перерыва. В её составе присутствовали профессионалы из НХЛ. Это первый чемпионат мира, который обслуживал один судья и два помощника. С этого года ежемесячно публикуется «Пресс-релиз ЛИХГ».
В 1978 году официальным языком организации вместо французского стал английский, в связи с чем аббревиатура ЛИХГ сменилась на ИИХФ. В том же году решено не проводить чемпионаты мира в годы зимних Олимпийских игр. Состоялся первый медицинский семинар ИИХФ.
В 1979 году учреждён турнир на приз Тайера Татта, которые в годы зимних Олимпиад оспаривают сборные стран, не участвующих в хоккейном турнире зимних Олимпийских игр. Также решено, что с 1981 года ношение шлемов с защитной маской станет обязательным для юниоров. В Нью-Йорке был проведён розыгрыш «Кубка Вызова» между сборными командами хоккеистов СССР и НХЛ.
В 1980 году чемпионат мира впервые не проводился в год зимних Олимпийских игр.
В 1983 году решено проводить чемпионат Азии среди юниоров со следующего года. Празднование 75-летия ИИХФ: в её составе 32 национальные федерации. Последними, в 1983 году, были приняты федерации Гонконга и Тайваня.
В 1984 году был проведён первый чемпионат Азии и Океании среди юниорских команд (до 18 лет). Турнир разыгрывался до 2002 года. В составе ИИХФ первая южноамериканская федерация — Бразилия.
В 1987 году в чемпионате мира появляется группа D для наиболее слабых команд.
В 1988 году впервые разрешается участие на хоккейном турнире зимних Олимпийских игр профессиональным хоккеистам.
В 1989 году Александр Могильный становится первым советским хоккеистом-перебежчиком, когда он покидает команду сразу после чемпионата мира в Стокгольме.
В 1990 году в Оттаве проходит первый чемпионат мира среди женских команд.
В 1991 году состоялся последний розыгрыш чемпионата Европы по хоккею с шайбой. В ИИХФ — 40 членов.

## 1992 — н. в

Флаг ИИХФ

В результате политических потрясений в Европе — распада СССР, Югославии и Чехословакии — возникли новые национальные федерации. На конгрессе ИИХФ 1992 года восстановили своё членство в ИИХФ Эстония, Латвия и Литва. Количество участников хоккейного турнира зимних Олимпийских игр и чемпионата мира было расширено с 8 до 12, введена система плей-офф со стадии четвертьфинала. С этого года чемпионат мира вновь стал проходить в год зимней Олимпиады.
На конгрессе 1994 года президентом ИИХФ был избран Рене Фазель. На чемпионате мира впервые победитель был определён в серии буллитов. Проведён первый розыгрыш Кубка Федераций, реорганизованного через два года в Континентальный кубок по хоккею с шайбой.
В 1996 году впервые проведён Кубок Мира, заменивший Кубок Канады.
В 1997 году учреждается Зал славы ИИХФ. Также конгресс ИИХФ принимает изменения в правилах впервые с 1969 года. Новые правила впервые применяются в 1999 году на чемпионате мира.
В 1998 году впервые в хоккейном турнире зимних Олимпийских игр участвовали хоккеисты-профессионалы из клубов НХЛ. Впервые с момента своего основания в 1917 году Национальная хоккейная лига берёт перерыв, чтобы позволить своим игрокам принять участие в зимних Олимпийских играх. На этой Олимпиаде дебютирует женский хоккейный турнир. На конгрессе ИИХФ принято решение расширить число участников чемпионата мира с 12 до 16.
В 2000 году состоялся последний розыгрыш Европейской Хоккейной лиги. Возродился турнир спустя 5 лет в виде Кубка европейских чемпионов.
В 2006 году шведская сборная команда впервые выиграла в один год золотые олимпийские медали и чемпионат мира, а женская команда смогла завоевать серебро Олимпийских игр, первой из европейских команд, сыграв в финале. Тем самым шведки нарушили многолетнюю гегемонию команд Канады и США.
С 2007 года вводится трёхочковая система.
В честь празднования 100-летнего юбилея ИИХФ чемпионат мира 2008 года был впервые проведён в Канаде, родине хоккея и многолетнем лидере этого вида спорта. Впервые был организован Кубок Азии по хоккею с шайбой для мужских сборных команд. Также впервые был проведён Кубок Виктории, учреждённый годом ранее. В ИИХФ — 66 национальных федераций.